# Villefranche-sur-Mer
Villefranche-sur-Mer (en occitano:  Vilafranca de Mar; en italiano: Villafranca Marittima), es una ciudad francesa situada en el departamento de los Alpes Marítimos, en la región de Provenza-Alpes-Costa Azul.
Su gentilicio es Villefranchois.
Por decreto del 10 de marzo de 1988 en el Boletín oficial del 17 de marzo de 1988, Villafranca, consta, desde el 18 de marzo de 1988, como: Villefranche-sur-Mer.

## Geografía
Villefranche-sur-Mer está situada en la Costa Azul, entre Niza y Mónaco, a orillas del mar Mediterráneo. La ciudad está ubicada al fondo de la rada de Villefranche, formada por el Cabo de Niza y el Cabo Ferrat.

## Demografía
| 2 117 | 2 035 | 2 177 | 2 491 | ABS. | 2 574 | 2 363 | ABS. | 2 949 | 2 911 | 3 344 | 3 093 | 3 002 | 3 489 | 4 299 | 4 407 | 4 430 | 5 042 | 4 425 | 4 741 | 3 184 | 5 323 | 5 152 | 5 014 | 4 407 | 5 039 | 5 953 | 6 790 | 7 200 | 7 363 | 8 080 | 6 833 | 6 662 |
| Para los censos de 1962 a 1999 la población legal corresponde a la población sin duplicidades (Fuente: INSEE [Consultar]) |       |       |       |      |       |       |      |       |       |       |       |       |       |       |       |       |       |       |       |       |       |       |       |       |       |       |       |       |       |       |       |       |

## Historia
La rada ya era frecuentada antiguamente por los marinos griegos y romanos. Estos la hacían servir como fondeadero y la llamaron: Olivula Portus.  La rada fue objeto de múltiples ataques bárbaros y sus habitantes abandonaron la orilla del mar para refugiarse en los montes cercanos; allí fundaron otra ciudad a la que llamaron: Montolivo.
En 1295 Carlos II de Anjou, conde de Provenza, se dio cuenta de la importancia estratégica del lugar y estableció, en el mismo, las fronteras de sus dominios. A fin de que los habitantes volvieran a repoblar la rada les otorgó una franquicia contributiva. La ciudad fue bautizada, por ello, como: Villa Franca.
Tras la sedición de Niza, en 1388, Villefranche-sur-Mer pasó a los dominios del Ducado de Saboya. La ciudad pasó a ser, por tanto,  el único puerto marítimo del ducado alpino hasta la construcción del puerto de Niza en el siglo XVIII, obteniendo los ingresos de todos los barcos mercantes que llegaban al puerto.
En 1543, tras la ocupación de la rada por la flota franco-turca dirigida por Barbarroja, el duque de Saboya,  Manuel Filiberto,  ordenó la fortificación de la rada. Asimismo se construyeron, en esa época, el fuerte de Mont Alban y la ciudadela Saint-Elme, su construcción se terminó en 1557 y, por primera vez, se construyó una flota de barcos de guerra en la dársena del puerto.
La ciudad fue víctima de múltiples ocupaciones francesas entre 1720 y 1820 y fue anexionada, definitivamente,  a Francia en 1860 junto con los dominios del Condado de Niza.
Lugar de veraneo desde finales del siglo XIX, la rada de Villefranche-sur-Mer, fue el lugar en el que se estableció la 6.ª flota de guerra americana durante la Segunda Guerra Mundial entre 1945 y 1962.
Villefranche-sur-Mer es, actualmente, el primer puerto de Francia dedicado a los cruceros de recreo

## Economía
- Turismo
- Cruceros turísticos, de recreo
- Pesca

## Monumentos

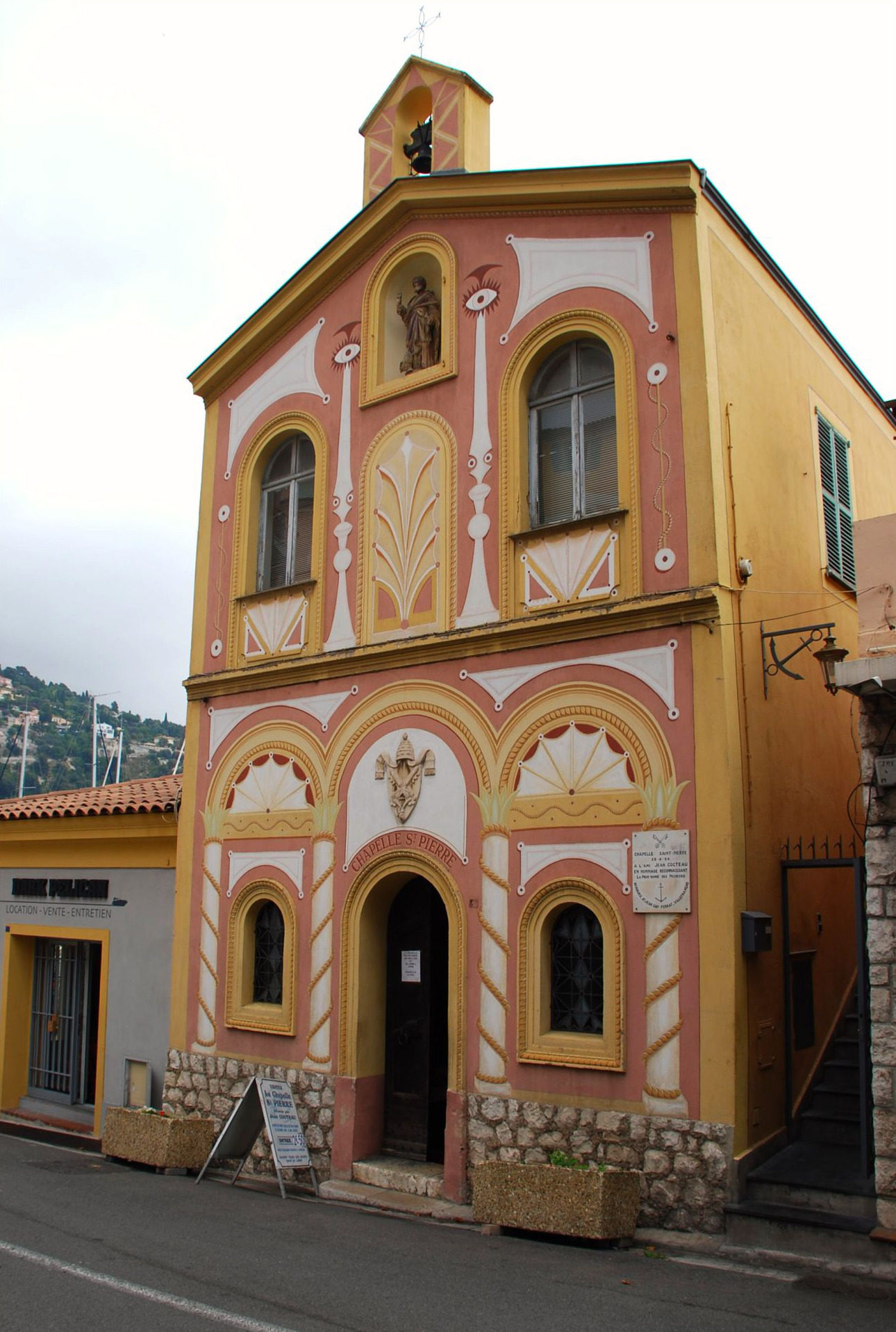
Capilla de San Pedro.

- Iglesia de San Miguel (Église Saint-Michel), en el centro de la antigua ciudad, fue erigida durante el primer cuarto del siglo XV, y transformada a finales del siglo XVIII. Es de estilo barroco italiano. En ella se conservan numerosas piezas artísticas, entre las cuales se halla un cuadro que representa a San Miguel y un Cristo esculpido del siglo XVIII (conocido como el Cristo de la galería), este edificio está clasificado, desde 1990 como Monumento histórico.

- Capilla de San Pedro (Chapelle Saint-Pierre), en el puerto pesquero, fue decorada por Jean Cocteau en 1957

- Puerto de la Darse en él se llevan a cabo numerosas actividades (puerto recreativo, astilleros navales, etc.); donde también se encuentra el observatorio oceanológico de Villefrance-sur-Mer. Dependiente de la Universidad Pierre y Marie Curie, y bajo la dirección del CNRS es la sede  de tres laboratorios de investigaciones científicas (oceanología, geociencias marinas y biología celular), en el que trabajan cerca de 150 personas.

## Personalidades célebres
En el pasado residieron en Villefranche numerosas personalidades, entre las que se cuentan: Katherine Mansfield, Jean Cocteau y Aldous Huxley.

Tina Turner y Bono tienen, en la actualidad, una residencia en la ciudad. El álbum de The Rolling Stones, Exile On Main St. uno de los más aclamados en la historia musical, fue grabado en un Château de la ciudad.

## Hermanamientos
- Bordighera (Italia)
- Newport (Reino Unido)
- Plan-les-Ouates (Suiza)
- Reiskirchen (Alemania)

## Otros
- Diversas películas han sido rodadas en Villefranche-sur-Mer, como la de James Bond Nunca digas nunca jamás de (1983) y, más recientemente, Ronin (1998).
- En la rada de Villefranche-sur-Mer tienen lugar competiciones de apnea, los campeonatos mundiales se celebraron en 2005.